# 科荟路
40°00′36″N 116°23′12″E / 40.0100174°N 116.3865353°E
科荟路位于北京市朝阳区，是一条城市主干道。

## 简介
道路西起科荟桥（和京藏高速公路相交）与石板房北路相接，东至北苑路与辛店路相接（科荟路施工时曾称辛店村路）。是奥林匹克公园中森林公园的南侧边界，下穿奥林匹克公园段设计有地下隧道但是没有实施。地面道路设计为双向七车道，地下隧道设计为双向四车道。2008年奥运会后科荟路中段（自北辰西路至北辰东路）被封闭改为花坛。